# Echínos
Echínos, en grec moderne : Εχίνος, en bulgare : Ехинос, en turc : Ehinos, auparavant nommé Sachín (Σαχίν, Шахин, Şahin), est un village de Macédoine-Orientale-et-Thrace, en Grèce. Depuis 2010, il fait partie du dème de Mýki.
Selon le recensement de 2011, la population du village compte 2 486 habitants.